# Marcin Maciejowski
Marcin Maciejowski (* 14. Juni 1974 in Babice) ist ein polnischer Maler und Zeichner, der in Krakau lebt.

## Leben
Maciejowski studierte zuerst von 1994 bis 1997 Architektur an der Technischen Universität Krakau. Von 1996 bis 2001 absolvierte er ein Grafikstudium in der Posterklasse von Piotr Kunce an der Kunsthochschule Krakau, das er mit einem Diplom abschloss. Maciejowski ist ein Mitbegründer der „Ladnie Group“ sowie Gründer und Kurator der „Open Gallery“ in Krakau.
Maciejowskis Werke sind von seiner grafischen Ausbildung geprägt, die Gemälde erinnern optisch häufig an überbelichtete Fotografien. Es dominieren leuchtende Primärfarben vor hellen Hintergründen, Gesichtsdetails von Personen fehlen oft gänzlich oder erzielen karikaturenhafte Wirkung. Häufig haben die Bilder auch militärische Anklänge.
Von 1998 bis 2000 war er Redakteur der Zeitschrift „We wtorek“ („Am Dienstag“). Für das „Przekrój Magazine“ zeichnete er eine wöchentliche Cartoon-Serie.

## Auszeichnungen
- 2010: Lovis-Corinth-Preis (als erster polnischer Künstler)

## Einzelausstellungen
- 2010: Kunstforum Ostdeutsche Galerie, Regensburg
- 2008: Wilkinson Gallery, London
- 2007: Pies Gallery, Posen
- 2006: Galerie Meyer Kainer, Wien; Artpol Gallery, Krakau
- 2005: Leo Koenig Inc., New York; Galerie Meyer Kainer, Wien
- 2004: Marc Foxx, Los Angeles
- 2002: Zachęta National Gallery of Art, Warschau[7]; Galerie Meyer Kainer, Wien
- 2001: Galerie am Werk, Leverkusen; Galerie Zderzak, Krakau